# Trichoplasta
Trichoplasta är ett släkte av steklar som beskrevs av Pierre L. G. Benoit 1956. Trichoplasta ingår i familjen glattsteklar.
Släktet innehåller bara arten Trichoplasta bouceki.